# La Terre australe connue
La Terre australe connue est une utopie romanesque écrite par Gabriel de Foigny, parue pour la première fois en 1676. Son titre complet étant La Terre Australe Connue : C'est-à-dire, la description de ce pays inconnu jusqu'ici et de ses mœurs & de ses coutûmes par Mr Sadeur, Avec les avantures qui le conduisirent en ce Continent, & les particularitez du sejour qu'il y fit durant trente-cinq ans & plus, & son retour. Comme l'Histoire des Sevarambes de Denis Vairasse qui parait l'année suivante, ce récit fait référence au mythe des Terres Australes.

## Résumé de l'intrigue
Ce roman narre les aventures de Jacques Sadeur, depuis sa naissance jusqu'à son départ de la Terre Australe. Il découvre, pendant son périple, une île utopique peuplée d'êtres hermaphrodites, parmi lesquels il vit pendant 35 ans avant d'être rejeté par ce peuple.

## Spécificités
Cette société parait conforme au stéréotype du genre utopique : urbanisme géométrique, domestication du terrain, contrôle de chaque aspect de la vie, absence de propriété privée et de possession de biens particuliers, égalitarisme, religion déiste non imposée. Cependant à la différence d'autres utopies, ce récit met en scène une société idéale qui ne doit sa viabilité qu'à la nature spécifique de ses habitants. Ils possèdent les deux sexes, ne s'habillent pas, et vivent dans une rationalité absolue, sans désirs ni passions violentes. Ils sont généralement pacifiques, sauf dans un cas : ils haïssent les êtres sexués qu'ils qualifient d'incomplets. Sadeur n'est épargné que parce qu'il est lui-même hermaphrodite.

## Structure
L'ouvrage se divise en 14 chapitres.
- Du chapitre I à III : Naissance et éducation de Sadeur, et péripéties qui le mènent en Terre Australe.
- Du chapitre IV à XI : Description méticuleuse de la Terre Australe et de ses habitants, successivement, le pays, les coutumes, la religion, la morale, l'exercice physique, la faune et la flore et la langue.
- Du chapitre XII à XIV : La guerre contre les ennemis des hermaphrodites, les fondins, et comment elle conduit Sadeur à se faire bannir de la Terre Australe. On assiste à son retour.

## Réception et versions
Foigny comparait en justice seulement dix mois après la parution du livre, pour qu'il se justifie du contenu de l'ouvrage devant ses contemporains.
Afin d'échapper aux critiques, Foigny se désigne comme traducteur et non auteur de l'ouvrage. Cela lui permet aussi de prétendre à la véracité du texte. La mise en vente d'un autre manuscrit huit ans plus tard, peut faire penser que Foigny aurait corrigé son roman afin d'en réduire l'aspect scandaleux. Mais l'on peut émettre l'hypothèse que quelqu'un d'autre aurait décidé de modifier le texte et de le publier à nouveau, les récits de voyage étant très en vogue pendant cette période.
De nos jours, Umberto Eco a consacré un essai au langage fictionnel de La Terre Australe, décrit brièvement au chapitre IX.